# Веслування на байдарках і каное на Європейських іграх 2023 — байдарки-двійки, 500 метрів (жінки)
Змагання з веслування на байдарках-двійках на дистанції 500 м серед жінок на Європейських іграх 2023 відбулися 21 - 23 червня 2023 року. Участь взяли 32 спортсменки з 16 країн.

## Призери
| Золото                             | Срібло                                 | Бронза                                |
| Польща Кароліна Ная Анна Пулавська | Данія Емма Єргенсен Фредерікк Маттісен | Угорщина Аліда Дора Ґажо Тамара Чіпеш |

## Розклад
| Заїзд    | Дата      | Час   |
| -------- | --------- | ----- |
| Заїзд 1  | 21 червня | 11:39 |
| Заїзд 2  | 21 червня | 11:46 |
| Півфінал | 21 червня | 17:39 |
| Фінал    | 23 червня | 15:16 |

## Результати

### Заїзди
Перші три човни виходять до фіналу, решта - потрапляють до півфіналу, найгірша команда завершує змагання. 
| Місце | Доріжка | Байдарочниці                     | Країна   | Час      | Примітки |
| ----- | ------- | -------------------------------- | -------- | -------- | -------- |
| 1     | 5       | Кароліна Ная Анна Пулавська      | Польща   | 1:40.890 | F        |
| 2     | 7       | Емма Єргенсен Фредерікк Маттісен | Данія    | 1:41.007 | F        |
| 3     | 4       | Аліда Дора Ґажо Тамара Чіпеш     | Угорщина | 1:41.250 | F        |
| 4     | 6       | Ліннеа Стенсілс Моа Вікберг      | Швеція   | 1:42.680 | SF       |
| 5     | 3       | Марія Достанич Крістіна Бедеч    | Сербія   | 1:43.561 | SF       |
| 6     | 8       | Адріана Легачі Ана Легачі        | Австрія  | 1:46.964 | SF       |
| 7     | 2       | Сюзанна Чікалі Франческа Дженцо  | Італія   | 1:49.464 | SF       |
| 8     | 1       | Нетта Малкінсон Міа Мейзелес     | Ізраїль  | 1:54.775 | x        |

| Місце | Доріжка | Байдарочниці                        | Країна     | Час      | Примітки |
| ----- | ------- | ----------------------------------- | ---------- | -------- | -------- |
| 1     | 4       | Джуль Гейк Пауліна Пашек            | Німеччина  | 1:41.250 | F        |
| 2     | 5       | Гермін Петерс Лайз Брукс            | Бельгія    | 1:41.734 | F        |
| 3     | 6       | Манон Остан Ваніна Паолетті         | Франція    | 1:43.140 | F        |
| 4     | 3       | Катаріна Печукова Б'янка Сідова     | Словаччина | 1:44.254 | SF       |
| 5     | 1       | Меланья Камань Кріста Бержіна       | Латвія     | 1:44.654 | SF       |
| 6     | 8       | Анна Слесьйо Гедда Орісланд         | Норвегія   | 1:45.034 | SF       |
| 7     | 7       | Катеріна Зарубова Барбора Бетлахова | Чехія      | 1:45.354 | SF       |
| 8     | 2       | Крістіна Франко Міріам Вега Манріке | Іспанія    | 1:45.981 | SF       |

### Півфінал[3]
Перші три човни виходять до фіналу, решта - завершують змагання
| Місце | Доріжка | Байдарочниці                        | Країна     | Час      | Примітки |
| ----- | ------- | ----------------------------------- | ---------- | -------- | -------- |
| 1     | 5       | Ліннеа Стенсілс Моа Вікберг         | Швеція     | 1:44.322 | F        |
| 2     | 4       | Катаріна Печукова Б'янка Сідова     | Словаччина | 1:45.102 | F        |
| 3     | 6       | Марія Достанич Крістіна Бедеч       | Сербія     | 1:45.209 | F        |
| 4     | 3       | Меланья Камань Кріста Бержіна       | Латвія     | 1:46.436 | x        |
| 5     | 7       | Анна Слесьйо Гедда Орісланд         | Норвегія   | 1:47.219 | x        |
| 6     | 9       | Крістіна Франко Міріам Вега Манріке | Іспанія    | 1:47.242 | x        |
| 7     | 2       | Адріана Легачі Ана Легачі           | Австрія    | 1:47.502 | x        |
| 8     | 1       | Катеріна Зарубова Барбора Бетлахова | Чехія      | 1:47.856 | x        |
| 9     | 8       | Сюзанна Чікалі Франческа Дженцо     | Італія     | 1:47.942 | x        |

### Фінал[4]
| Місце | Доріжка | Байдарочниці                     | Країна     | Час      | Примітки |
| ----- | ------- | -------------------------------- | ---------- | -------- | -------- |
| 1     | 5       | Кароліна Ная Анна Пулавська      | Польща     | 1:40.952 |          |
| 2     | 3       | Емма Єргенсен Фредерікк Маттісен | Данія      | 1:41.342 |          |
| 3     | 7       | Аліда Дора Ґажо Тамара Чіпеш     | Угорщина   | 1:42.538 |          |
| 4     | 4       | Джуль Гейк Пауліна Пашек         | Німеччина  | 1:43.304 |          |
| 5     | 8       | Ліннеа Стенсілс Моа Вікберг      | Швеція     | 1:43.328 |          |
| 6     | 6       | Гермін Петерс Лайз Брукс         | Бельгія    | 1:43.768 |          |
| 7     | 2       | Манон Остан Ваніна Паолетті      | Франція    | 1:44.630 |          |
| 8     | 9       | Марія Достанич Крістіна Бедеч    | Сербія     | 1:45.688 |          |
| 9     | 1       | Катаріна Печукова Б'янка Сідова  | Словаччина | 1:45.806 |          |